# Maurits Wertheim
Maurits Wertheim (Eindhoven, 11 maart 1904 - Voorburg, 25 december 1968) was een Joods Nederlands schrijver.

## Biografie
Wertheim begon te schrijven in de periode dat hij onderdook gedurende WOII en debuteerde in 1952 met de roman Isaäc de Fuentes
Hij huwde in 1933 en kreeg een dochter (1934) en zoon (1936).
Korte levensbeschrijving van Maurits Wertheim
Maurits Wertheim was een zoon van Samuel Wertheim en Mietje Presser. Hij trouwde twee keer, beide keren met Alida van der Horst, en scheidde ook twee keer van haar. Het eerste huwelijk werd gesloten in 1933. Dit huwelijk liep in 1942 uit op een scheiding, maar die scheiding werd in 1944 ongedaan gemaakt. In 1963 scheidden zij opnieuw. Het echtpaar kreeg twee kinderen, een dochter (1934) en een zoon (1936).
Wertheim was directeur van een handelsfirma, eigenaar van een machinefabriek en later van een papierfabriek. Tijdens de Tweede Wereldoorlog, in zijn onderduiktijd, begon hij met schrijven. Hij debuteerde nà de oorlog, in 1952. 
Zijn debuut was een in Rotterdam spelende roman, getiteld ‘Isaac de Fuentes’. Het verhaal speelt in de 19e eeuw en vertelt het verhaal van het Joodse redersgeslacht De Fuentes, waarvoor Wertheims eigen familie model stond. Hij schreef het boek grotendeels tijdens zijn onderduik. 
Behalve romans schreef hij ook korte verhalen en televisiespelen. In zijn romans en korte verhalen verwoordt hij vaak zijn verdriet over het lot van het Joodse volk in de jongste geschiedenis en geeft hij uiting aan een gevoel van nostalgie naar de bloeiende Joodse gemeenschap in Nederland in vroeger tijden.
Maurits Wertheim overleed in Voorburg op 25 december 1968 en is op 27 december 1968 begraven op de Joodse begraafplaats in Wassenaar.

## Werken
- Isaäc de Fuentes (1952)
- Vorst en ballingschap (1954)
- De laatste Levano (1956)
- prenten aan de galg (1956)
- Izzudaar (1967)
- Er is geen gisteren, er is geen morgen (1967)
- Vorst van de ballingschap (1959)
- Banvloek (1965)
- De soete bazinne (1958)

- Digitale Bibliotheek voor de Nederlandse Letteren: wert004
- International Standard Name Identifier: 0000 0000 6847 3163
- Nationale Bibliotheek van Israël: 987007312076405171
- Nederlandse Thesaurus van Auteursnamen: 071164278
- Système universitaire de documentation: 204736013
- Virtual International Authority File: 98421184
- WorldCat: E39PBJtRHGmfqqK4DxDpByth73